# オーランド級装甲巡洋艦
オーランド級装甲巡洋艦 (Orlando class belted cruiser) は、イギリス海軍の装甲巡洋艦。7隻が建造され、1888年から1889年にかけて就役した。

## 同型艦
- オーランド - HMS Orlando
- オーロラ - HMS Aurora
- オーストラリア - HMS Australia
- ガラティア - HMS Galatea
- イモータリテ - HMS Immortalite
- ナーシサス - HMS Narcissus
- アンドーンテッド - HMS Undaunted